# José Manuel de Arjona
José Manuel de Arjona y Cubas (Osuna, 2 de diciembre de 1781-Madrid, 14 de diciembre de 1850) fue asistente —un cargo similar al de alcalde— de Sevilla de 1825 a 1833. Fue el hermano menor del poeta Manuel María de Arjona.

## Biografía
Era hijo de Zoylo Alfonso de Arjona y Arjonal, doctor en Leyes, abogado del Real Consejo, y corregidor de Osuna, y de su esposa Andrea de Cubas y de Berdugo.
Un año después del inicio de su mandato propició la instalación en Sevilla del arquitecto Melchor Cano con quien colaborará en la transformación de la ciudad.
Fue Fiscal (Alcalde del Crimen) en la Real Audiencia de Cáceres hasta que el rey Fernando VII, al crear a imitación de Inglaterra el Real Consejo del Almirantazgo, le nombró su Fiscal Jefe. Posteriormente fue alcalde de Madrid entre 1816 y 1820.
Encargado de establecer en España una Policía para todo el país, en 1815 lo intentó de acuerdo con los postulados del Antiguo Régimen, pero el Reglamento que redactó nunca llegó a ser promulgado, al igual que ocurrió con el de 1822, en el que también intervino. Nombrado Superintendente General de Vigilancia Pública (Policía) el 26 de noviembre de 1823, desde ese puesto redactó la que acabaría siendo la Real Cédula de 13 de enero de 1824, que organizó la definitiva Superintendencia General de Policía, punto de origen de la Policía como institución en España, y de la que fue también su primer superintendente hasta agosto de ese año. Por su lealtad al rey recibió ese mismo año la Gran Cruz de Carlos III. 
Entre 1825 y 1833 fue Asistente de Sevilla. Recibió asimismo la Gran Cruz de Isabel la Católica y la Cruz de Caballero de la Legión de Honor de Francia.
El 18 de septiembre de 1827 José Manuel de Arjona fue nombrado presidente de la Junta Rectora de la Academia de Bellas Artes de Santa Isabel de Sevilla. Desde estas instituciones mantuvo viva su amistad con el que fuera su preceptor en el Real Colegio de Morón, Don Francisco Rodríguez García. Su hijo Miguel Rodríguez Ferrer era alumno de la Universidad de Sevilla durante su mandato como asistente.
En el periodo que duró su mandato destacó por la eficaz gestión en lo que concierne a la política urbanística de la ciudad, que casi transformó por completo al reformar el empedrado de las calles céntricas así como el embaldosado de las aceras y el alumbrado público de plazas y calles con farolas de tres mecheros.
Ordenó el derribo del lienzo de muralla que unía la Torre del Oro con la Torre de la Plata para a continuación poder construir el paseo de Cristina y el de las Delicias, contribuyó al ensanche y adecentamiento de las travesías, donde predominaban la oscuridad y la insalubridad, asimismo abre las plazas de Doña Elvira, la de Armas y la de Cristo de Burgos.
En el Barrio de San Pedro mandó demoler la antigua y vieja fábrica de tabaco para convertirla en Morería. Contribuye a realizar reformas también para la creación de barrios como San Roque, La Resolana y Campo de Mártires.
También inició la instalación del mercado de la Encarnación, el de Triana y el de Feria. Promovió la creación de varios cementerios para la ciudad, tres próximos a las murallas y un cuarto en Triana.
Propició la reforma y la actual configuración de los Jardines de las Delicias de Sevilla.
El 4 de agosto de 1833 volvió a ser nombrado superintendente de Policía, siendo cesado en el cargo el 17  octubre, días después del fallecimiento de Fernando VII. En ese corto espacio de tiempo consiguió que la Policía volviese a quedar constituida tal y como él la había creado en 1824.
Su hijo Antonio de Arjona fue el representante en España de Carlos María Isidro de Borbón tras la primera guerra carlista.
Esta sepultado en la Sacramental de San Isidro de Madrid.

## Títulos y cargos
José Manuel de Arjona fue Oficial Realista de Caballería, Licenciado y Doctor en Sagrados Cánones, Magistrado, Ministro Fiscal y Consejero del Real Consejo Supremo del Almirantazgo y del Real Consejo Supremo y Cámara de la Guerra, Ministro del Consejo Real y de la Real Cámara de Castilla, del Consejo Privado de S.M. el Rey Don Fernando VII, Alcalde y Corregidor de la Muy Ilustre Villa de Madrid, Gobernador de la Sala de Alcaldes de la Real Casa y Corte, Superintendente General de Vigilancia Pública y de la Policía del Reino (Real Célula del año 1824), Asistente de la Ciudad de Sevilla y Protector y Conservador de sus Monumentos, Intendente General del Ejército de Andalucía, director general del Real Tesoro, Ministro Vicepresidente del Real Consejo de Sanidad Pública, Superintendente de Rentas Reales de la Provincia de Andalucía, Presidente del Concejo de la Mesta, Subdelegado de la Real Junta del Comercio y la Moneda, Presidente de la Sección Primera del Real Consejo de Instrucción Pública, Asesor de la Santa Cruzada, Maestrante de la Real Maestranza de Sevilla y Fundador de su Escuela de Tauromaquia, académico de número de la Real Academia de la historia, de la Real de Bellas Artes de San Fernando, de la Latina Matritense, Miembro de la Sociedad Económica de la Corte, y de la Real de Buenas Letras de Sevilla y Ministro Senador Vitalicio del Reino (1849).